# Petit rhombihexaèdre
En géométrie, le petit rhombihexaèdre est un polyèdre uniforme non-convexe, indexé sous le nom U18.
Il partage l'arrangement de sommet avec l'hexaèdre tronqué étoilé. Il partage en plus l'arrangement d'arêtes, de même que ses faces carrées, avec le petit rhombicuboctaèdre convexe.